# SciTech (Magazin)
SciTech ist ein amerikanisches Online-Wissenschaftsmagazin mit Rubriken zu den Themen Weltraum, Physik, Biologie, Technologie und Chemie.
Es wurde 1998 von Vicki Hyde gegründet.
Im Jahr 2002 wurde SciTech als eine der fünf Finalisten in der Kategorie Wissenschaft für einen Webby Award nominiert.
Im Jahr 2011 wechselte SciTech zu einem neuen Management und überarbeitete das Format und Design der Website. Im Mai 2022 hatte SciTech schätzungsweise 8,7 Millionen monatliche Leser und gehörte zu den 30 meistbesuchten Websites für Wissenschaft und Bildung weltweit.